# Křehovětvec

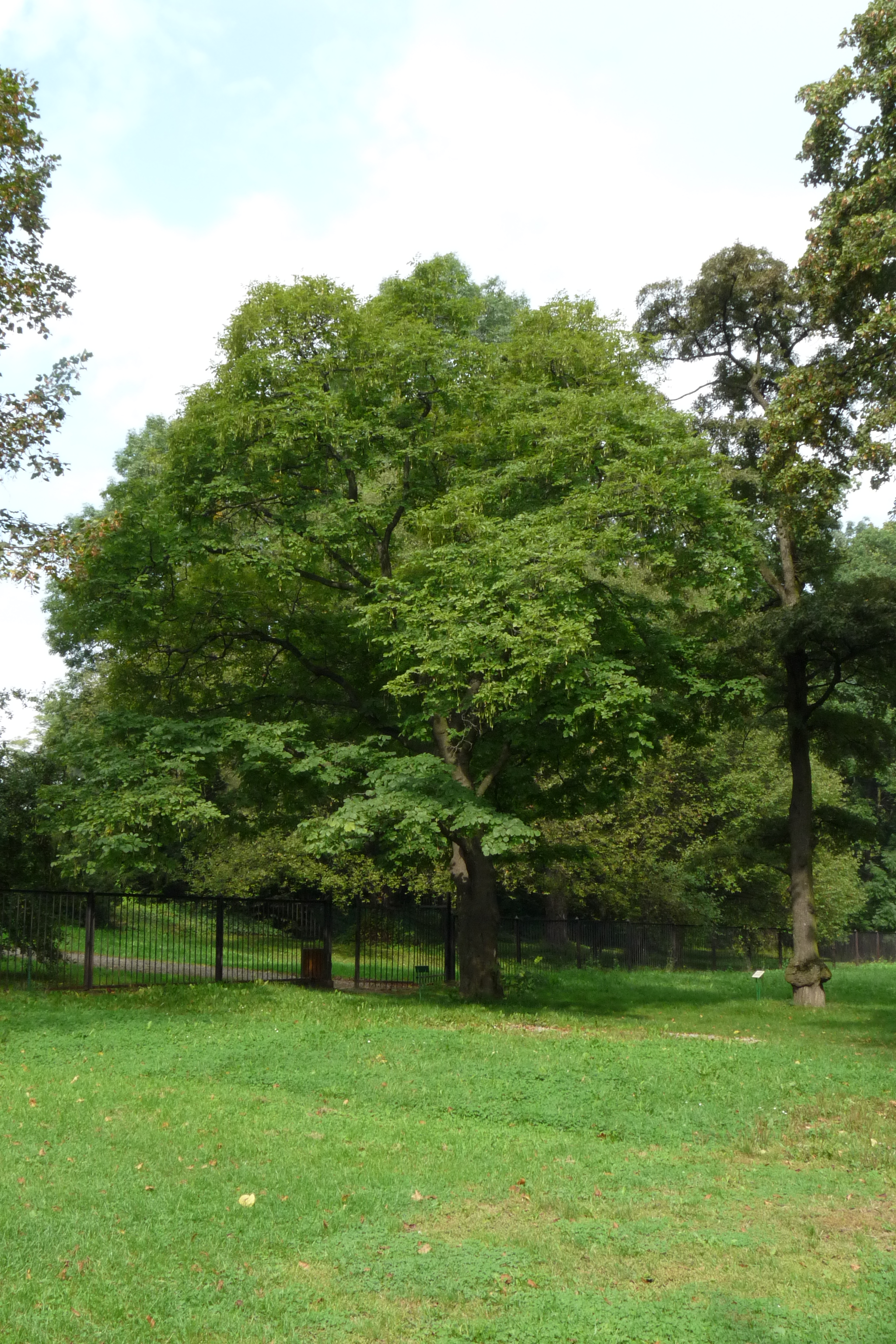
Křehovětvec žlutý (Cladrastis kentukea)

Křehovětvec (Cladrastis) je rod rostlin z čeledi bobovité (Fabaceae). Alternativním českým názvem je žlutník. Rod zahrnuje celkem 8 druhů. Jsou to povětšině opadavé stromy se složenými listy a většinou bělavými květy. Většina druhů roste ve východní Asii, jeden v Severní Americe. V České republice je jako sbírková a parková dřevina občas pěstován křehovětvec žlutý (Cladrastis kentukea).

## Popis
Zástupci rodu křehovětvec jsou opadavé stromy dorůstající výšky až přes 25 metrů, výjimečně dřevnaté liány (Cladrastis scandens). Listy jsou střídavé, lichozpeřené, složené z celokrajných, střídavých nebo téměř vstřícných lístků. Vrcholový pupen je uzavřen ve zploštělé bázi řapíku. Květy jsou poměrně velké, vonné, bílé, žluté nebo růžové, uspořádané v koncových latovitých hroznech a mají charakteristickou stavbu bobovitých. Kalich je zvonkovitý, zakončený 5 zuby z nichž horní 2 jsou téměř zcela srostlé. Pavéza je okrouhlá, na vrcholu zaoblená až vykrojená, křídla jsou podlouhlá, člunek lehce zahnutý. Tyčinek je 10, jsou volné nebo na bázi slabě srostlé, nepřirostlé k okvětí. Semeník je krátce stopkatý a obsahuje nejčastěji 3 až 6 vajíček. Plodem je zploštělý a pomalu pukající lusk, u některých druhů křídlatý, obsahující 1 až mnoho semen. Semena jsou lehce protáhlá, zploštělá, hnědé barvy.

## Rozšíření
Rod křehovětvec zahrnuje celkem 8 druhů. Rod je rozšířen v Asii a Severní Americe. Převážná většina druhů roste v Asii, a sice v Číně, Japonsku a Bhútánu. Nejméně 3 asijské druhy jsou endemity Číny, kde rostou nejčastěji v horských lesích nad 1000 metrů nad m. V Severní Americe se vyskytuje pouze jediný druh: křehovětvec žlutý (Cladrastis kentukea). Roste roztroušeně v jihovýchodních oblastech USA, kde osidluje zejména vápencové útesy a hřbety a roste také podél řek.

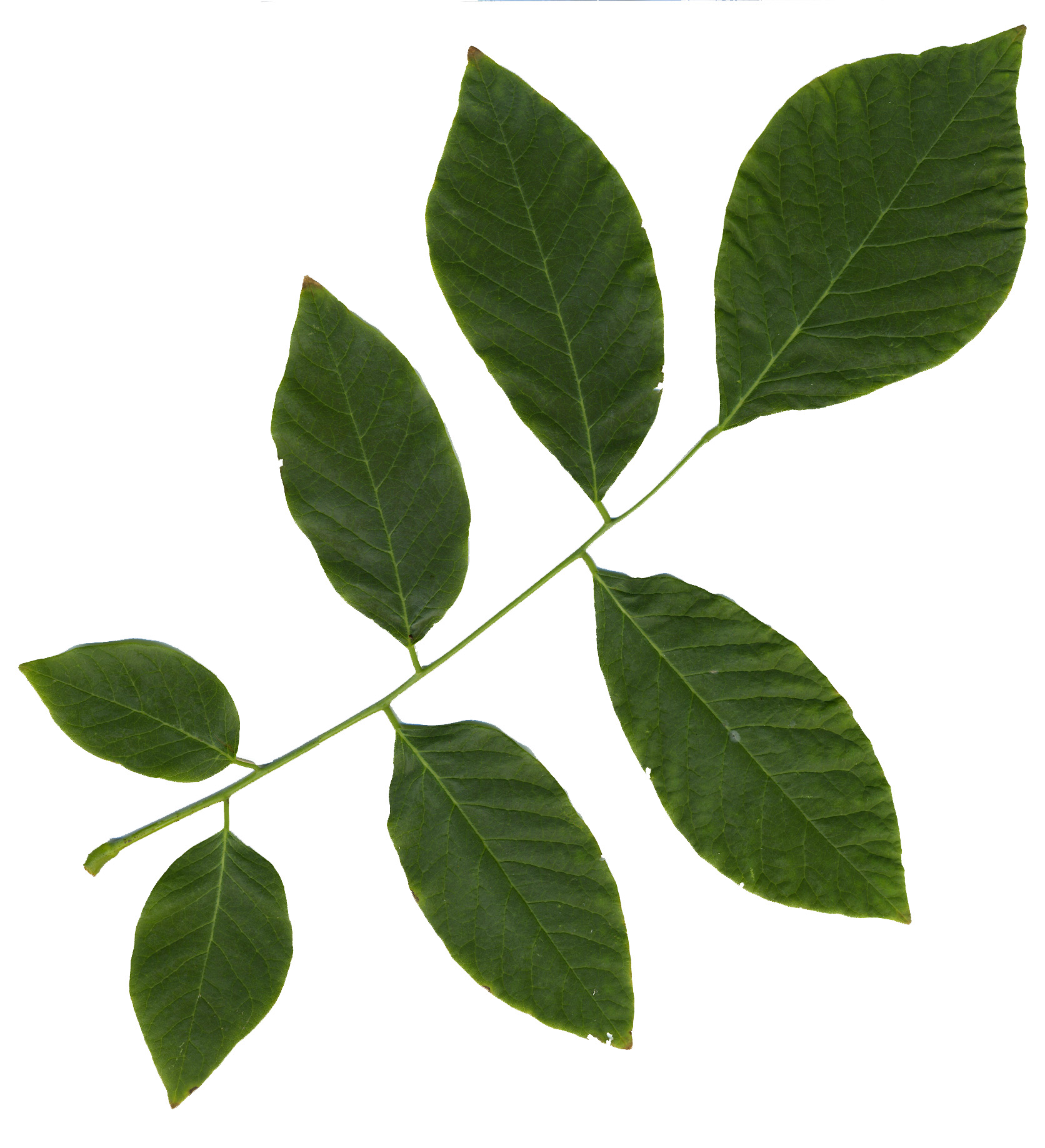
List křehovětevce žlutého (Cladrastis kentukea)
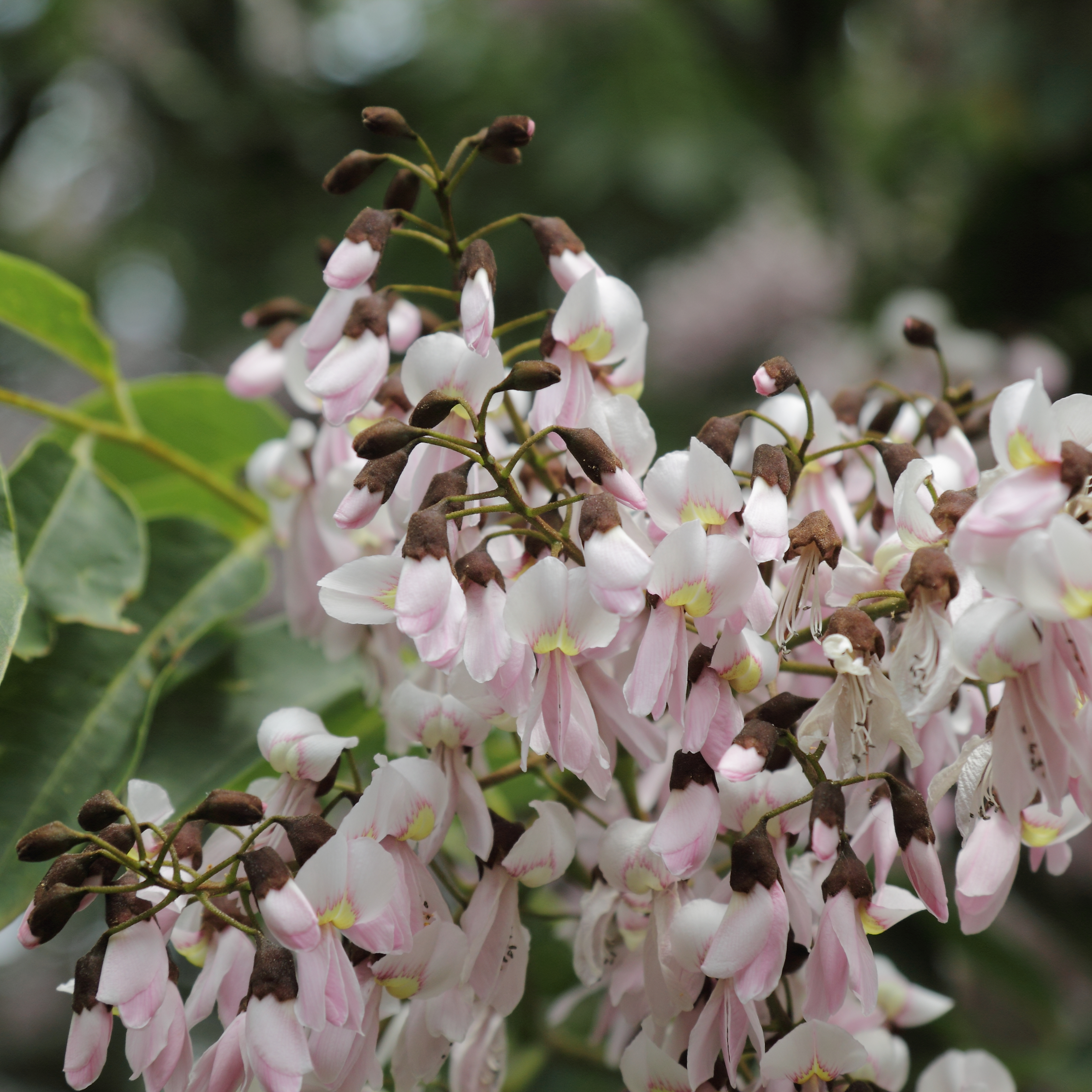
Květy křehovětevce čínského (Cladrastis sinensis)
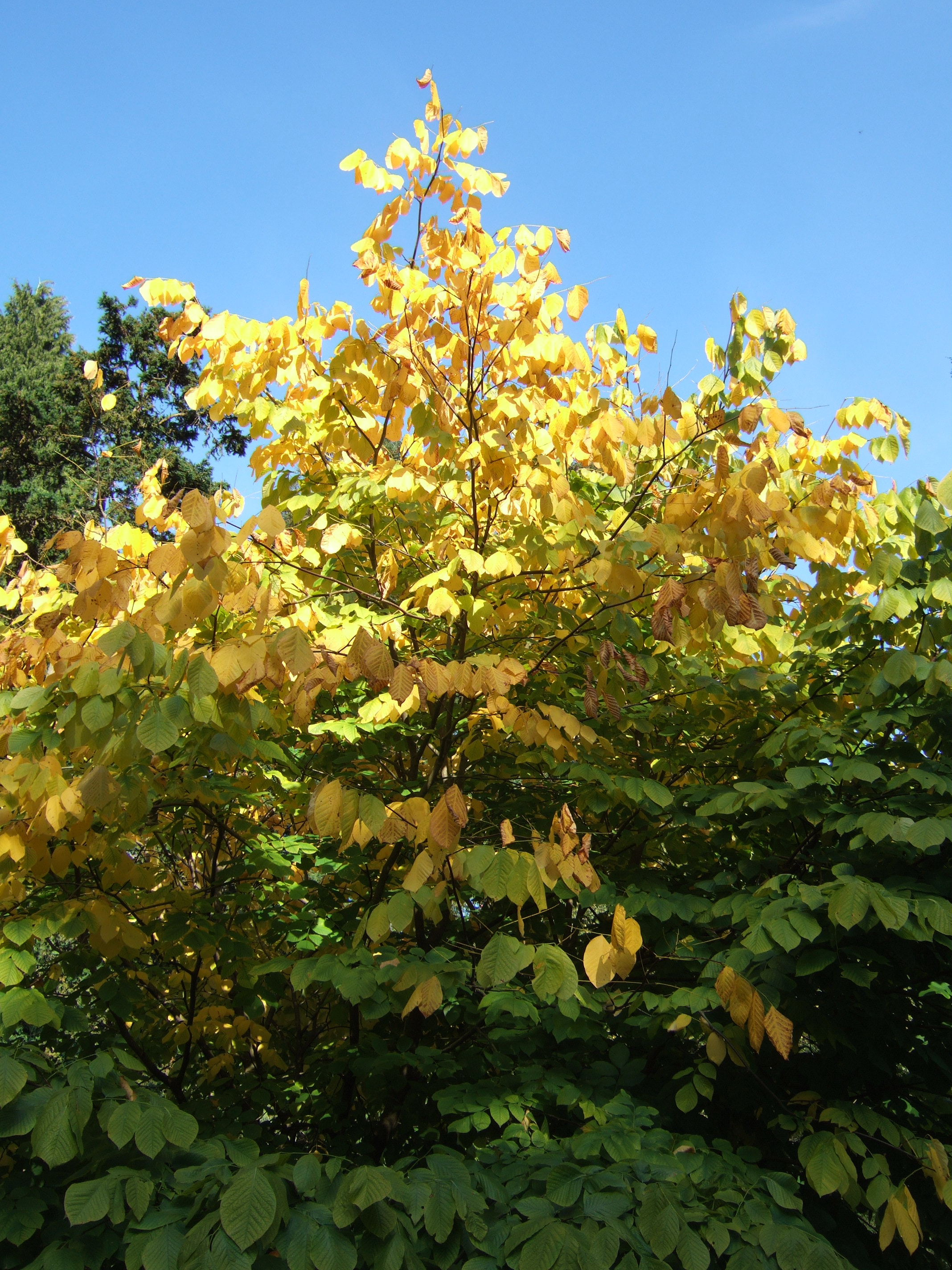
Křehovětvec žlutý na podzim

## Taxonomie
Rod Cladrastis je v současné taxonomii bobovitých řazen do obsáhlého tribu Sophoreae podobně jako např. jerlín (Sophora) a mákie (Maackia). V minulosti byly rody Maackia a Cladrastis spojovány. Odlišují se zejména střídavými lístky složených listů u Cladrastis a vstřícnými u Maackia. Dalším rozlišovacím znakem jsou pupeny, které jsou u Cladrastis zakryty bází řapíku listů, zatímco Maackia má pupeny volné a kryté šupinami.
V roce 2003 byl popsán z Číny nový druh Cladrastis chingii.

## Zástupci
- křehovětvec čínský (Cladrastis sinensis)
- křehovětvec plochoplodý (Cladrastis platycarpa)
- křehovětvec Wilsonův (Cladrastis wilsonii)
- křehovětvec žlutý (Cladrastis kentukea, syn. C. lutea)

## Význam
Dřevo amerického druhu křehovětvec žlutý (Cladrastis kentukea) je známo jako yellowwood. Má žlutou barvu, později však hnědne. Není příliš ceněno a je používáno zejména na palivo, násady a pažby pušek. Ze dřeva a kořenů je získáváno jasně žluté barvivo.
V České republice je jako sbírková a parková dřevina pěstován pouze severoamerický křehovětvec žlutý (Cladrastis kentukea). Uváděn je např. ze sbírek Dendrologické zahrady v Průhonicích, z Průhonického parku a Arboreta Žampach. Řidčeji je pěstován jeden z mála okrasných kultivarů tohoto druhu, cv. 'Perkin's Pink' s růžovými květy.

## Přehled druhů a jejich rozšíření
- Cladrastis chingii - Čína (Kuang-si, Chu-nan, Jün-nan, Če-ťiang).
- Cladrastis kentukea (syn. C. lutea) - jv. USA
- Cladrastis parvifolia - Čína (Kuang-si)
- Cladrastis platycarpa - Čína a Japonsko
- Cladrastis scandens - Čína (Kuej-čou)
- Cladrastis sikokiana - Japonsko
- Cladrastis sinensis (syn. C. delavayi) - Čína a Bhútán
- Cladrastis wilsonii - Čína